# Eugenia sooiana
Eugenia sooiana är en myrtenväxtart som beskrevs av Attila L. Borhidi. Eugenia sooiana ingår i släktet Eugenia och familjen myrtenväxter.
Artens utbredningsområde är Kuba. Inga underarter finns listade i Catalogue of Life.